# Dobschütz (Nossen)
Dobschütz ist ein Ortsteil der sächsischen Stadt Nossen im Landkreis Meißen. Im Jahr 1334 ersterwähnt, gehörte er von 1993 bis 2014 zu Leuben-Schleinitz, wurde aber bereits 1935 nach Pröda eingemeindet. Seit 2014 gehört es zu Nossen.

## Geographie
Dobschütz liegt rund elf Kilometer westlich der Kreisstadt Meißen und sechs Kilometer südlich der Stadt Lommatzsch. Die Stadt gab der Lommatzscher Pflege ihren Namen, in der Dobschütz auf etwa 200 m ü. NN liegt. Der Ort befindet sich im westlichen Landkreis Meißen nahe der Grenze zum Landkreis Mittelsachsen. Dobschütz ist von Ackerflächen umgeben und befindet sich auf einer Hochebene zwischen den Tälern des Stahnaer Baches im Osten und des Markritzer Baches im Westen. Beide Bäche entwässern in das nördlich zwischen Lossen und Perba fließende Dreißiger Wasser und von dort über den Ketzerbach bei Zehren in die Elbe.
Dobschütz liegt an einer relativ unbedeutenden schmalen Straße zwischen den Kreisstraßen 8075 im Osten und 8078 im Westen. Über diese Straßen sind die nächstgelegenen größeren Orte Ziegenhain und Perba zu erreichen. Über Ziegenhain und die Staatsstraße 85 bei Leippen ist die Weiterfahrt auf die Bundesstraße 101 und die Bundesautobahn 14 bei Nossen möglich. Dobschütz an sich besteht nur aus einem früheren Gutshof, der sich im Norden der gleichnamigen Gemarkung Dobschütz befindet. Im Norden grenzt diese an die Gemarkung Pröda/Schl. und im Osten an Graupzig. Südöstlich benachbart liegt die Ziegenhainer Gemarkung, südlich von Dobschütz grenzt Mutzschwitz an. Den westlichen Abschluss der Gemarkung bildet die Grenze zu Praterschütz.

## Geschichte
| 1834 | 35 |         |         |
| 1871 | 32 |         |         |
| 1890 | 14 |         |         |
| 1910 | 19 |         |         |
| 1925 | 16 |         |         |
| 2019 | 9  | → Pröda | → Pröda |

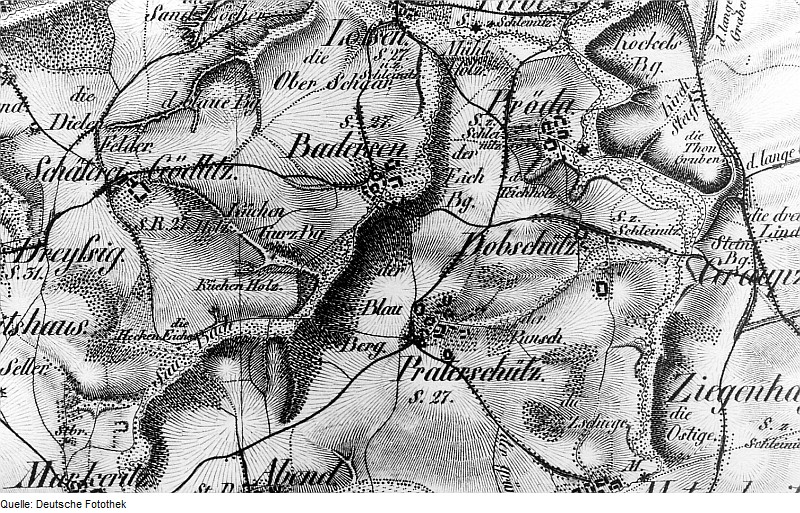
Dobschütz und Umgebung im Oberreit’schen Atlas, vor 1843

Dobschütz wird erstmals im Jahr 1334 als Dobirswicz erwähnt. Der Ortsname stammt von dem altsorbischen Namen Dobraš ab.  In das Jahr 1475 fiel die Erwähnung von Doberschitz, im Jahr 1547 wurde Dobeschitz überliefert. Eine andere Namensvariante stammt aus dem Jahr 1551, als Doebschicz erwähnt wird.
In der Frühen Neuzeit wurde Dobschütz von Meißen aus verwaltet. So gehörte der Ort im 14. Jahrhundert zur Supanie Raußlitz im „Amt Meißen“, später zum Castrum Meißen und Mitte des 16. Jahrhunderts zum Erbamt Meißen. In der Mitte des 19. Jahrhunderts war Dobschütz zum Amt Meißen und ab 1856 zum Gerichtsamt Lommatzsch gehörig. Ab dem Jahr 1875 oblag die Verwaltung dann der Amtshauptmannschaft Meißen. Bevor Dobschütz 1838 durch die Sächsische Landgemeindeordnung Eigenständigkeit als Landgemeinde erhielt, war der Ort durch das Lehnswesen geprägt. Das Rittergut Schleinitz übte 1551 die Grundherrschaft über zwei besessene Mann und acht Inwohner aus, die acht Hufen Land bewirtschafteten. Nach dem Ende des Siebenjährigen Krieges (1756–1763) hatte das Rittergut die Grundherrschaft über zwei besessene Mann auf acht Hufen.
Im Jahr 1900 erstreckte sich um den Bauernweiler Dobschütz eine 97 Hektar bemessende Großblockflur, die von der bäuerlichen Bevölkerung des Dorfes landwirtschaftlich genutzt wurde. Die Einwohnerzahl des Ortes ging zum Ende des 19. Jahrhunderts zurück: Lebten 1834 noch 35 Menschen in Dobschütz, waren es 1890 nur noch 14. Im Jahr 1925 lebten 94 Menschen in Dobschütz, die alle der evangelisch-lutherischen Kirchgemeinde in Leuben angehörten. Schon im 16. Jahrhundert war der Ort in die dortige Kirche gepfarrt. Heute zählt Dobschütz mit den umliegenden Dörfern zur Kirchgemeinde Leuben-Ziegenhain-Planitz.
Am 1. November 1935 endete die 1838 erlangte kommunale Eigenständigkeit von Dobschütz wieder, der Ort wurde in den Nachbarort Pröda eingemeindet. Am selben Datum wurden auch Badersen und Praterschütz Teil Prödas. Zusammen kamen diese Orte nach dem Zweiten Weltkrieg in die Sowjetische Besatzungszone und später zur DDR. Am 1. Juli 1950 erfolgte die Eingliederung der Gemeinde Pröda mit ihren Ortsteilen nach Schleinitz. Die historisch gewachsene Zugehörigkeit zu Meißen blieb auch nach der Gebietsreform 1952 erhalten, die Schleinitz mit seinen Ortsteilen dem Kreis Meißen im Bezirk Dresden zuordnete. Das bäuerliche Leben in Dobschütz wurde nun nach dem Prinzip der Landwirtschaft in der DDR ausgerichtet.
Nach der Deutschen Wiedervereinigung kam Dobschütz zum wiedergegründeten Freistaat Sachsen. Da die Gemeinde Schleinitz mit ihren etwas mehr als 700 Einwohnern zu klein war, um weiterhin eigenständig bleiben zu können, schloss sie sich mit Wirkung zum 1. Januar 1993 mit Leuben und seinen Ortsteilen zu Leuben-Schleinitz zusammen. Die folgenden Gebietsreformen in Sachsen ordneten Leuben-Schleinitz 1996 dem Landkreis Meißen-Radebeul und 2008 dem Landkreis Meißen zu. Mit der Eingliederung von Leuben-Schleinitz in die Stadt Nossen zum 1. Januar 2014 wurde Dobschütz ein Ortsteil dieser Stadt.